# Victoriano Pío Bernabé Cano
Svatý Victoriano Pío Bernabé Cano, rodným jménem Claudio (7. července 1905, San Millán de Lara – 9. října 1934, Turón), byl španělský římskokatolický řeholník Kongregace školských bratří a mučedník.

## Život
Narodil se 7. července 1905 v San Millán de Lara a pokřtěn byl v ten samý den. Vstoupil k školským bratřím v Bujedu. Své první sliby složil roku 1923. Měl vášeň pro hudbu a působil ve sboru. Věčné sliby složil 22. srpna 1930. Roku 1934 byl požádán aby odešel se svým spolubratrem Marcianem Josém Lópezem y Lópezem doplnit komunitu v Turonu.
Během léta 1934 se s ostatními bratry kongregace patřící do Severní části Španělska zúčastnil ústupu na Valladolid a to mu přineslo mučednictví. Dne 9. října 1934 byl se svými 8 spolubratry zavražděn.

## Úcta
5. října 1944 byl v diecézi Oviedo zahájen jejich proces svatořečení jeho a dalších osmi turónských mučedníků. Dne 7. září 1989 uznal papež svatý Jan Pavel II. jejich mučednictví. Blahořečeni byli 29. dubna 1990. Dne 21. prosince 1998 uznal papež svatý Jan Pavel II. zázrak uzdravení na jejich přímluvu. Svatořečeni byli 21. listopadu 1999.